# Catocala sutshana
Catocala sutshana är en fjärilsart som beskrevs av Leo Andrejewitsch Sheljuzhko 1944. Catocala sutshana ingår i släktet Catocala och familjen nattflyn. Inga underarter finns listade i Catalogue of Life.